# 在外父兄救出学生同盟
在外父兄救出学生同盟（ざいがいふけいきゅうしゅつがくせいどうめい）は、太平洋戦争終結後の日本において、外地に取り残された人々の子弟で、終戦当時内地にいた学生が中心になって結成した組織。引揚者の援護と引揚げの促進運動を行った。

## 北朝鮮潜入の記録
同盟員の中には、単身朝鮮北部に渡り、金日成本人に在朝鮮日本人の窮状を直訴した者もいる。金日成は後年、「金日成全集」に「日本『在外父兄救出学生同盟』成員に行った談話」として、このことを記している。
- 1946年5月15日　東京を出発。
- 1946年5月26日　釜山に到着。
- 1946年5月27日　京城に到着。
- 1946年5月29日　38度線を越境し北へ。
- 1946年6月1日　平壌に到着。
- 1946年6月3日　金日成との面会に成功。「今後もソ連軍から特別の命令が出ない限り、日本人の帰還を認めるだろう」の言葉を得た。
- 1946年6月11日　崔庸健保安局長との面会に成功。「今までのような危険な脱出ではなく、より安全な方法をもって君たちの父兄を」の言葉を得た。
- 1946年6月12日　海州に到着。
- 1946年6月13日　38度線を越境し南へ。
- 1946年6月17日　京城に到着。